# 카셀현

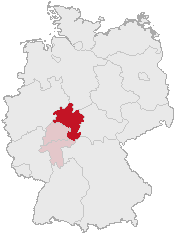
독일에서 카셀 현의 위치

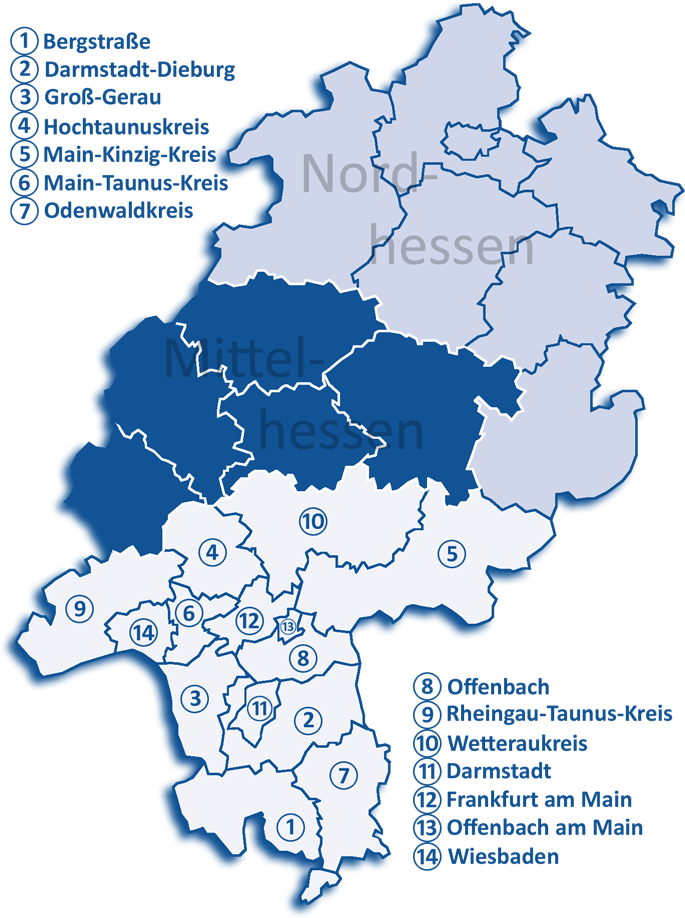
헤센 주에서 카셀 현의 위치

카셀현(독일어: Regierungsbezirk Darmstadt)은 독일 헤센주 북부에 위치한 현(Regierungsbezirk)으로 현도는 카셀이며 면적은 8,288.7km2, 인구는 1,216,914명(2011년 기준), 인구 밀도는 150명/km2이다. 6개 군(Landkreise), 1개 시(Kreisfreie Städte)를 관할한다.

## 하위 행정 구역

### 군(Landkreise)
1. 풀다군(Fulda)
2. 헤르스펠트로텐부르크군(Hersfeld-Rotenburg)
3. 카셀군(Kassel)
4. 슈발름에더군(Schwalm-Eder)
5. 발데크프랑켄베르크군(Waldeck-Frankenberg)
6. 베라마이스너군(Werra-Meißner)

### 시(Kreisfreie Städte)
1. 카셀 시(Kassel)